# Canton de Limoges-Isle
Le canton de Limoges-Isle est une ancienne division administrative française située dans le département de la Haute-Vienne et la région Nouvelle-Aquitaine. À la suite du redécoupage cantonal de 2014, le canton est fondu dans ceux de Limoges-1 et Limoges-9.

## Représentation
| Période | Période | Identité          | Étiquette | Qualité                                                                                |
| ------- | ------- | ----------------- | --------- | -------------------------------------------------------------------------------------- |
| 1973    | 1992    | Robert Laucournet | PS        | Assureur Maire d'Isle (1953-1995) Sénateur (1968-1995)                                 |
| 1992    | 2011    | Marcel Faucher    | PS        | Fonctionnaire du ministère de l'Agriculture retraité Maire d'Isle (1995-2008)          |
| 2011    | 2015    | Gilles Bégout     | DVG       | Professeur de faculté Maire d'Isle depuis 2008 Elu en 2015 dans le Canton de Limoges-9 |

## Composition
Le canton de Limoges-Isle groupe 2 communes et compte 13 540 habitants au recensement de 2010.
| Communes | Population (2012) | Code postal | Code Insee |
| -------- | ----------------- | ----------- | ---------- |
| Isle     | 7 534             | 87170       | 87075      |
| Limoges  | 6 006             | 87280       | 87085      |

## Démographie
| 1962 | 1968 | 1975 | 1982 | 1990 | 1999   | 2006   | 2010   |
| ---- | ---- | ---- | ---- | ---- | ------ | ------ | ------ |
| -    | -    | -    | -    | -    | 13 288 | 13 182 | 13 540 |